# محمود بورقيبة
محمود بورقيبة: هو محمود بن العربي بورقيبة ولد بتونس العاصمة في 21 رمضان 1328 /26 سبتمبر 1910، وتوفي يوم 22 ماي 1956 ، شاعر وصحفي تونسي.

## تكوينه
ينحدر محمود بورقيبة من أسرة تعود أصولها إلى الانكشارية الأتراك، ممن استوطنوا جزيرة جربة بالجنوب التونسي. وقد درس في صغره بالكتّاب ثم التحق بجامع الزيتونة، ولكن انقطع عنه قبل أن يحصل على شهدة التطويع. ولكن استمر في تكوينه نفسه من خلال المطالعات ومجالسة عدد من الأدباء الذين سيبرزون على الساحة الثقافية من أمثال الهادي العبيدي ومحمد المرزوقي ومصطفى خريف.

## نشاطه
التحق محمود بورقيبة بالصحافة لينضم إلى جريدة الوزير عام 1930 وعمل بها إلى عام 1938 وكان يمضي كتاباته وأشعاره باسمه وأحيانا بأسماء مستعارة على غرار «فتى جبل المنار» و«شاعر الشباب»... وقد مكنته تجربته في الوزير من التعرف على عدد من رجال الأدب والفكر من بينهم أبو القاسم الشابي وعثمان الكعاك وعلي الدوعاجي وغيرهم. ثم انتقل إلى جريدة الزهرة ومنها انتقل إلى جريدة النهضة كما عمل في مجلة الثريا وجريدة الأسبوع كما ساهم في صحف أخرى من بينها الزهو والأنيس والنديم والشباب والصريح والندوة  وبالإضافة إلى الصحف السيارة التحق محمود بورقيبة بالإذاعة منذ إنشائها عام 1938 حيث عمل مذيعا ومحاضرا ومنتج برامج إذاعية  وقد منحه العمل الإذاعي صيتا بين أقرانه من الأدباء والصحفيين. وبالإضافة إلى ذلك نشط محمود بورقيبة في العمل الجمعياتي، حيث كان عضوا في الرشيدية كما تولى عام 1935 الكتابة العامة لجمعية التمثيل العربي كما تولى الكتابة في جمعية موسيقية هي الجمعية الناصرية .

## أشعاره
لقبه معاصروه شاعر الشباب ، ويقول عنه الأديب العربي الكبادي بأنه الشاعر الكبير النابع. وفي هذا الإطار فاز عام 1932 في الاستفتاء الذي نظم لاختيار الشعراء الثلاثة الكبار في تونس والجزائر والمغرب بالمركز الثاني بعد عبد الرزاق كرباكة وقبل الطاهر القصار. وقد تبوأ منصب شاعر الباي أي شاعر البلاط ، حيث مدح كلا من المنصف باي ومحمد الأمين باي. وقد نشر له الحبيب بن فضيلة ما ما يفوق المائة قصيدة في الغزل والشكوى والتأمل والرثاء والمناسبات ، فضلا عن 36 من الأغاني.

### من قصائده
كتب محمود بورقيبة في مختلف الأغراض، وتفاعل مع أحداث عصره، من ذلك أنه كتب قصيدة عنوانها: فلسطين، عبر فيها عن مساندته للقضية الفلسطينية التي هزت الرأي العام التونسي في نهاية الأربعينات، يقول في هذه القصيدة:

### شعره الغنائي
ألف محمود بورقيبة في الشعر الغنائي لفرقة الرشيدية، ولحن له أبرز الملحنين وغنى له أبرز الفنانين ومن الأغاني التي كتب كلماتها:
- زينة يا بنت الهنشير، وهي من لحن وغناء علي الرياحي
- زوز حمامات للمغني الصادق ثريا
- دنيا هانية واحنا فيها من أداء نعمة ولحن زرياب.
- الي أنت روح الروح لعلية من ألحان زرياب.
- زعمة يصافي الدهر من ألحان الموسيقار محمد التريكي وغناء نعمة
- عزه يا عزه، ألحان علي الرياحي
- قالو لي أسمر ألحان أحمد الصباحي، غناء صفية الشامية
- عليك نغني يا مشكايا، غناء وألحان الهادي الجويني: تقول كلماتها:

- عزه يا عزه، ألحان علي الرياحي: وتقول كلماتها:

## نثره
بالإضافة إلى ما كتبه محمود بورقيبة على أعمدة الصحافة، فقد صدر له كتيب يعنى بحالة التعليم التونسي في عصره تحت عنوان: ما بلغه التعليم بالبلاد التونسية من نمو وازدهار، وقد صدر في 80 صفحة عام 1939. وقد تناول فيه حالة كل من التعليم الزيتوني الذي يرجع تأسيسه لقرون خلت والتعليم المدرسي متعرضا إلى مؤسساته المختلفة وفي الجملة فقد تناول محمود بورقيبة التعليم ومصلحته ومتفقديه، والتعليم العربي وبنايات التعليم، والمتاحف المدرسية والمكتبات ومدارس سكنى الطلبة، كما قدم إحصائيات عدة تتناول مختلف الجوانب.

## وصلات خارجية
- الشاعر محمود بورقيبة يؤرخ للتعليم التونسي بكتاب[وصلة مكسورة]
- «شعراء تونسيون، محمود بورقيبة وآخرون» للدكتور أحمد الطويلي: إضافة نوعية تحتاجها المكتبة التونسية
- لقاء مع ابنه

## إشارات مرجعية
1. ↑  جريدة الحرية بتاريخ 21 ماي 2010، "مائوية الشاعر محمود بورقيبة! لم لا؟"[وصلة مكسورة]
2. ↑  كامل سلمان الجبوري (2003). معجم الأدباء من العصر الجاهلي حتى سنة 2002م. بيروت: دار الكتب العلمية. ج. 6. ص. 14. ISBN:978-2-7451-3694-7. LCCN:2003489875. OCLC:54614801. OL:21012293M. QID:Q111309344.
3. ↑  الحبيب بن فضيلة، محمود بورقيبة حياته وشعره، سلسلة ذاكرة وإبداع، المركز الوطني للاتصال الثقافي، تونس 2008، ص 10
4. ↑  الحبيب بن فضيلة، محمود بورقيبة، نفس المرجع، ص 12
5. ↑  جان فونتان، الأدب التونسي المعاصر، الدار التونسية للنشر، تونس 1989
6. ↑  الحبيب بن فضيلة، محمود بورقيبة، نفس المرجع، ص 10
7. ↑  حسن حسني عبد الوهاب، مجمل تاريخ الأدب التونسي، ص 327
8. ↑  جريدة الزمان بتاريخ 19 سبتمبر 1932 نقلا عن الحبيب بن فضيلة، المرجع نفسه، ص 16
9. ↑  الحبيب بن فضيلة، محمود بورقيبة، نفس المرجع، ص 18
10. ↑  الحبيب بن فضيلة، محمود بورقيبة، نفس المرجع، ص 24-26
11. ↑  الحبيب بن فضيلة، محمود بورقيبة، نفس المرجع، ص 44
12. ↑  جريدة الحرية بتاريخ 23 افريل 2009، مقال "الشاعر محمود بورقيبة يؤرخ للتعليم التونسي بكتاب" بقلم محمد الصادق عبد اللطيف[وصلة مكسورة]